# Derrick Jones Jr.
Derrick Labrent Jones Jr. (* 15. Februar 1997 in Chester, Pennsylvania) ist ein US-amerikanischer Basketballspieler, der in der National Basketball Association (NBA) für die Los Angeles Clippers spielt. Jones Jr. ist 1,96 Meter groß und läuft meist als Small Forward auf. Nachdem Jones Jr. im NBA-Draft 2016 nicht ausgewählt wurde, schloss er sich den Phoenix Suns an.

## High School
Der Linkshänder spielte bis 2015 an der Archbishop John Carroll High School in Radnor (US-Bundesstaat Pennsylvania). In seiner Senior-Saison wurde er zum Spieler des Jahres der Gebiete Southeastern Pennsylvania und Delaware County ernannt, er erhielt des Weiteren die Auszeichnung als der Spieler des Jahres der Meisterschaft PIAA Triple-A und wurde in das All-Catholic League 1st-Team berufen. In dieser Saison legte er durchschnittlich 19,2 Punkte, 10,1 Rebounds und 2,3 Blocks pro Spiel auf. Während seiner High-School-Karriere erzielte er 1 645 Punkte, sammelte 1 029 Rebounds and blockte 268 Würfe. Damit war er der beste Korbschütze der bisherigen Geschichte der Schulmannschaft.

## College
Ab der Saison 2015/16 spielte Jones an der University of Nevada, Las Vegas (UNLV). Er machte sich als Spieler mit erheblicher Sprungkraft und einer Vorliebe für sehenswerte Dunkings einen Namen. Im März 2016 wurde er wegen unzureichender Ergebnisse in Uni-Prüfungen vorerst vom Spiel- und Trainingsbetrieb ausgeschlossen. Jones kam im Laufe der NCAA-Division-I-Saison 2015/16 auf 30 Einsätze für die UNLV Runnin’ Rebels und legte im Durchschnitt 11,5 Punkte, 4,5 Rebounds und 1,3 Blocks pro Spiel auf.

## Professionelle Karriere

### NBA-Draft
Im April 2016 gab er seinen Wechsel in den professionellen Bereich bekannt, ließ sich aber zunächst die Möglichkeit offen, an die Universität zurückzukehren. Er meldete sich zur NBA-Draft 2016 an, wurde jedoch nicht ausgewählt.

### Phoenix Suns (2016–2017)
Dennoch gelang ihm der Sprung in die NBA: Im September 2016 wurde er von den Phoenix Suns unter Vertrag genommen. Für die Mannschaft aus dem Bundesstaat Arizona kam er in der Saison 2016/17 in 32 Spielen zum Einsatz und erzielte im Durchschnitt 5.3 Punkte und 2.5 Rebounds pro Spiel. Zusätzliche Spielpraxis wurde ihm bei den Northern Arizona Suns in der NBA-D-League verschafft.
Am 7. Dezember 2017 wurde Jones Jr. von den Phoenix Suns entlassen.

### Miami Heat (2018–2020)
Ende des Monats wurde er von den Miami Heat mit einem Zweiwegevertrag ausgestattet, der ihm auch Einsätze in der NBA G-League bei Sioux Falls Skyforce gestattete. Am 1. Juli 2018 unterschrieb Jones einen Zweijahresvertrag in Miami, blieb somit in Florida.
Im Februar 2020 gewann er den Slam Dunk Contest der NBA. Am 5. Februar 2020 erzielte Jones Jr. in einer Niederlage gegen die Los Angeles Clippers mit 25 Punkten einen neuen persönlichen Karrierehöchstwert. In der Saison 2019/20 brachte es Jones Jr. auf durchschnittlich 8,5 Punkte und 3,9 Rebounds je Begegnung.

### Portland Trail Blazers (2020/2021)
Am 22. November 2020 unterschrieb Derrick Jones Jr. einen Zweijahresvertrag bei den Portland Trail Blazers, der ihm ein Gehalt von 19 Millionen US-Dollar zusicherte. In seinem ersten Spiel für Portland erzielte Jones Jr. 9 Punkte und 4 Rebounds in einer Niederlage gegen die Utah Jazz.

### Chicago Bulls (2021–2023)
Ende August 2021 wurde Jones Jr. im Rahmen eines Spielertauschs an die Chicago Bulls abgegeben. An dem Handel waren neben Chicago und Portland auch die Cleveland Cavaliers beteiligt.

### Dallas Mavericks (2023–2024)
Am 18. August 2023 unterschrieb Jones bei den Dallas Mavericks. In seinem Debüt am 25. Oktober 2023 erzielte er lediglich einen Punkt und einen Rebound in einem 126:119-Sieg gegen die San Antonio Spurs. Er erreichte mit den Mavericks die NBA-Finals 2024, verlor dort jedoch 1:4 gegen die Boston Celtics.

### Los Angeles Clippers (seit 2024)
Am 10. Juli 2024 wurde verkündet, dass Jones bei den Los Angeles Clippers einen Vertrag unterschrieben habe.

## Auszeichnungen & Erfolge

### NBA
- Sieger des NBA-Slam-Dunk-Wettbewerbs (2020)
- Sieger des Western-Conference-Finals (2024)

## Karriere-Statistiken

### NBA

#### Reguläre Saison
| Saison  | Team            | GP  | GS | MPG  | FG % | 3P % | FT % | RPG | APG | SPG | BPG | PPG |
| ------- | --------------- | --- | -- | ---- | ---- | ---- | ---- | --- | --- | --- | --- | --- |
| 2016–17 | Phoenix         | 32  | 8  | 17.0 | .562 | .273 | .707 | 2.5 | 0.4 | 0.4 | 0.4 | 5.3 |
| 2017–18 | Phoenix / Miami | 20  | 8  | 12.3 | .396 | .167 | .667 | 1.9 | 0.5 | 0.2 | 0.7 | 3.1 |
| 2018–19 | Miami           | 60  | 14 | 19.2 | .494 | .308 | .607 | 4.0 | 0.6 | 0.8 | 0.7 | 7.0 |
| 2019–20 | Miami           | 59  | 16 | 23.3 | .527 | .280 | .772 | 3.9 | 1.1 | 1.0 | 0.6 | 8.5 |
| 2020–21 | Portland        | 58  | 43 | 22.7 | .484 | .316 | .648 | 3.5 | 0.8 | 0.6 | 0.9 | 6.8 |
| 2021–22 | Chicago         | 51  | 8  | 17.6 | .538 | .328 | .800 | 3.3 | 0.6 | 0.5 | 0.6 | 5.6 |
| 2022–23 | Chicago         | 64  | 0  | 14.0 | .500 | .338 | .738 | 2.4 | 0.5 | 0.5 | 0.6 | 5.0 |
| Gesamt  | Gesamt          | 344 | 97 | 18.7 | .508 | .304 | .705 | 3.2 | 0.7 | 0.6 | 0.7 | 6.3 |

#### Play-offs
| Saison  | Team    | GP | GS | MPG  | FG % | 3P % | FT % | RPG | APG | SPG | BPG | PPG |
| ------- | ------- | -- | -- | ---- | ---- | ---- | ---- | --- | --- | --- | --- | --- |
| 2019–20 | Miami   | 15 | 0  | 6.5  | .471 | .444 | .400 | 0.8 | 0.5 | 0.4 | 0.3 | 1.5 |
| 2020–21 | Miami   | 2  | 0  | 5.0  | .400 | .000 | —    | 0.0 | 0.0 | 0.5 | 0.0 | 2.0 |
| 2021–22 | Chicago | 5  | 0  | 11.8 | .412 | .273 | .667 | 1.4 | 0.4 | 0.2 | 0.0 | 3.8 |
| Gesamt  | Gesamt  | 22 | 0  | 7.5  | .436 | .318 | .500 | 0.9 | 0.4 | 0.4 | 0.2 | 2.0 |